# سانت مارتي ساروكا
بلدية سانت مارتي سارّوكا (بالكاتالانية: Sant Martí Sarroca) هي إحدى بلديات مقاطعة برشلونة، والتي تقع في منطقة كاتالونيا، شرق إسبانيا.
يبلغ عدد سكانها 2.997 نسمة وفقاً لإحصائية سنة (2007).